# Nepájivé pole

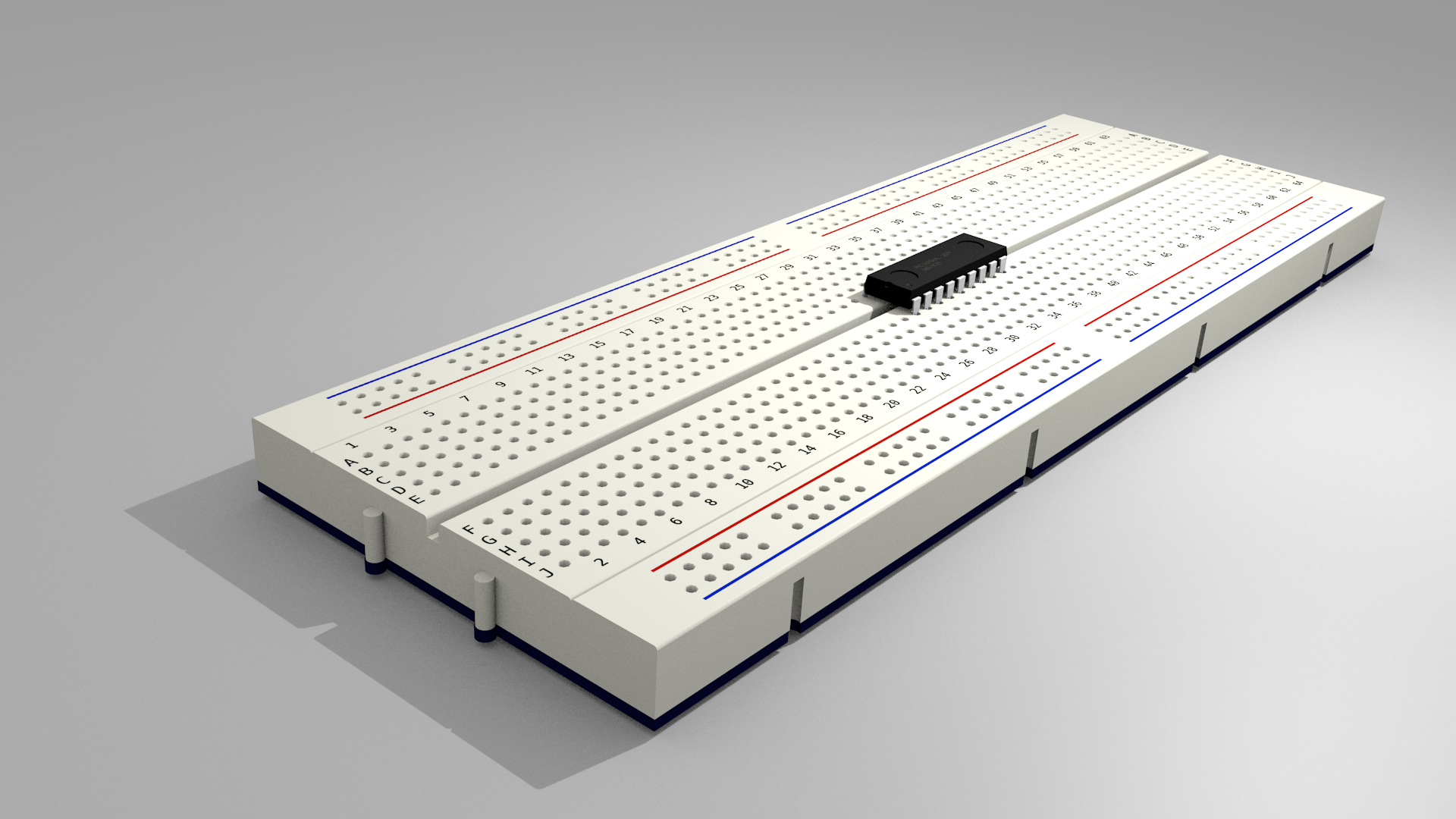
Nepájivé pole s integrovaným obvodem s pouzdrem DIP

Nepájivé pole (kontaktní nepájivé pole, zkušební nepájivé pole, protopole, breadboard) je pomůcka k sestavování rozebíratelných elektrických obvodů bez potřeby pájení součástek. Využívá se zejména k experimentování, vytváření a vyvíjení prototypů a při výuce.

## Popis a použití

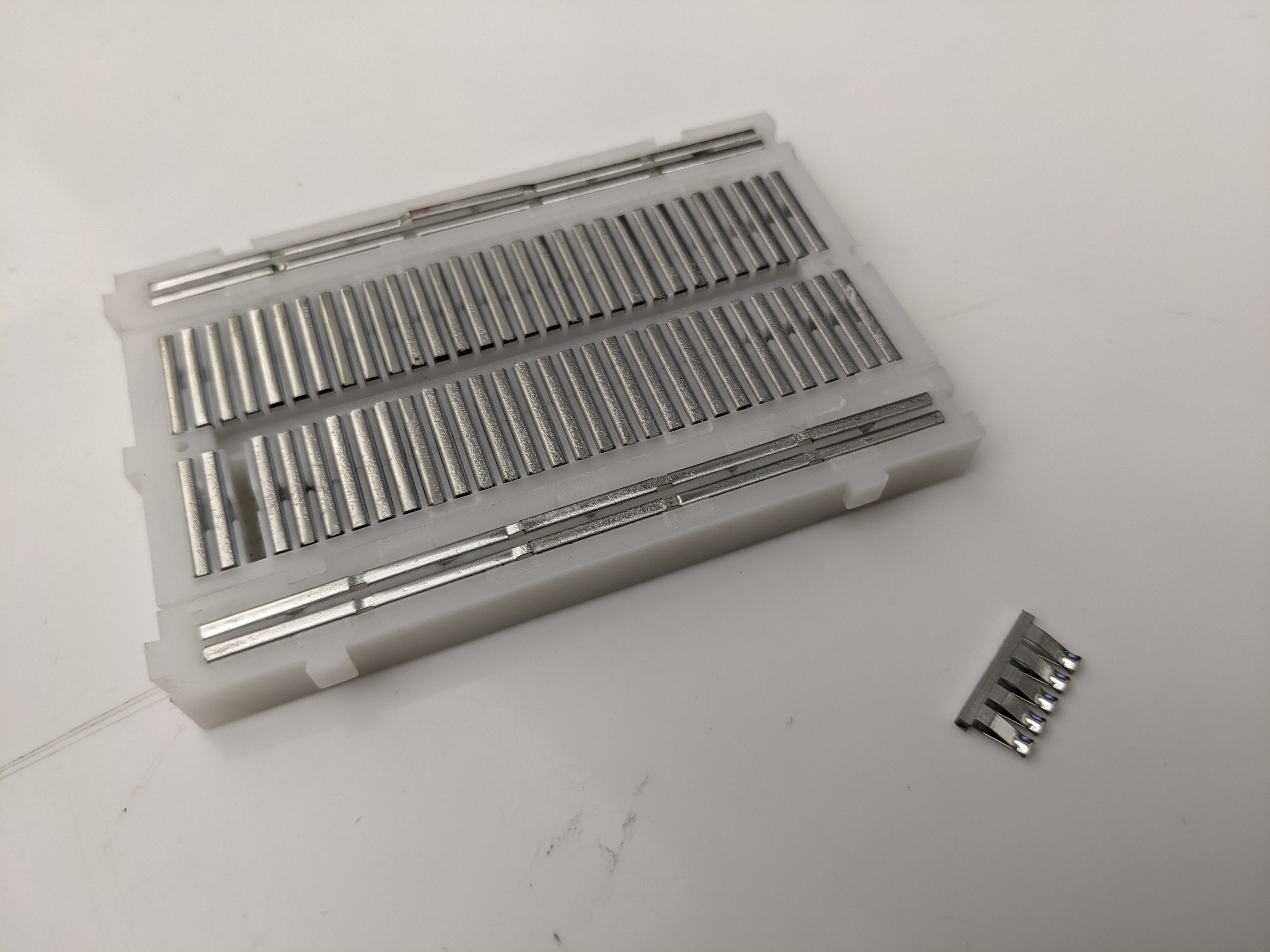
Pohled na spodní stranu s kontakty. Podélné kontakty se užívají k napájení obvodu, krátké příčné k propojování součástek.

Nepájivé pole je zhotoveno z plastové izolační desky s otvory v rastru 2,54 mm (1/10 palce), tedy se stejnou roztečí jako mají standardně vývody (piny) součástek. Jejich uchycení a propojení zajišťují kovové kontaktní pružinové hřebínky zasunuté zespodu desky. Typicky užívané pole má rozměr cca 5,5 × 8 cm a má 400 otvorů, ve 30 řádkách je vždy 5+5 propojených kontaktů určených k připojení součástek, na obou okrajích jsou barevně označené podélně propojené kontakty, které jsou určené k připojení zdroje napětí. Existují i větší pole nebo je lze vytvářet použitím více kusů. Malá pole jsou určená jen pro jednu či dvě součástky.   

Anglický název breadboard (kuchyňské prkénko) je pozůstatek z doby, kdy se zkušební obvody vytvářely na dřevěných destičkách. Moderní protopole je zpravidla bílé nebo blízko bílé barvě.

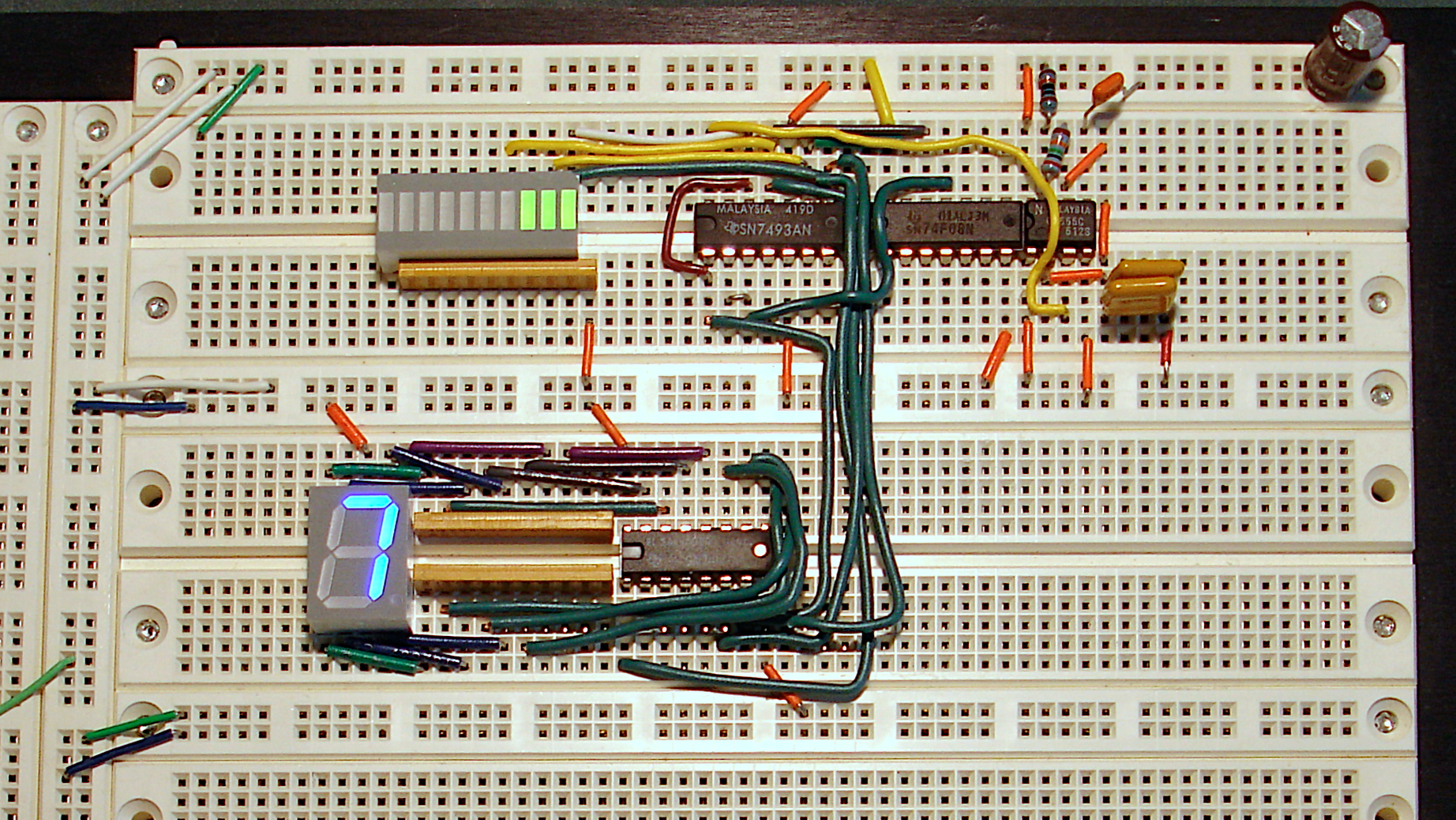
Velké nepájivé pole se zapojeným obvodem

Vývody součástek je možné opakovaně zasouvat do pružinových kontaktů a zapojení obvodu tak měnit či rozšiřovat. K propojení obvodu se používají propojené kontakty pole a vodiče (izolovaný drát), jejichž konce se zasunou do pole stejně jako piny součástek a obvykle se používají různé barvy, aby bylo zapojení přehlednější. Pomocí nepájivých kontaktních polí lze navrhovat široké spektrum obvodů, od malých analogových a digitálních obvodů až po kompletní CPU. 

## Alternativy

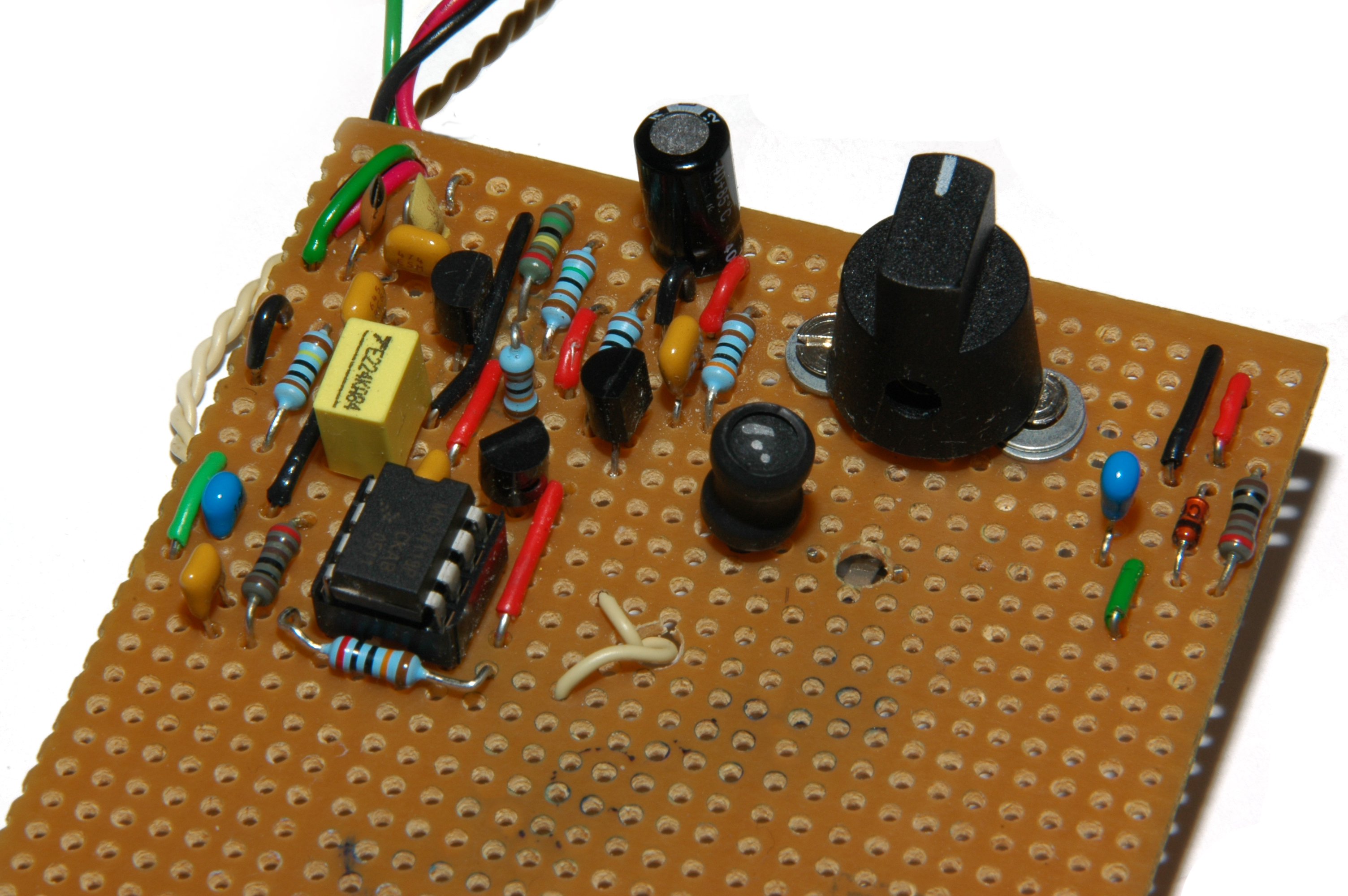
Obdobné univerzální pole, které vyžaduje připájení součástek na spodní straně

Prototypové tištěné spoje (stripboard, veroboard apod.) se používají k montáži trvalejších prototypů nebo jednorázových obvodů. Prototypové plošné spoje se nedají tak snadno znovu použít, protože součástky jsou na nich připájené. Hlavní nevýhodou nepájivého pole je obtížné používání součástek pro povrchovou montáž (SMD). Ty nemají drátové ani kolíčkové vývody a pro jejich montáž by bylo nutné použít adaptéry.